# 费雷拉港
费雷拉港是巴西圣保罗州的一个市镇。总面积243平方公里，总人口51090人，人口密度210.2人/平方公里。